# Pomorska Izba Rolnicza
Pomorska Izba Rolnicza – jednostka samorządu gospodarczego i osoba publiczno-prawna. Powstała w celu zorganizowania zawodu rolniczego, na rzecz obrony interesów rolnictwa i podejmowania środków w zakresie wspierania rolnictwa.

## Tymczasowa Pomorska Izba Rolnicza
Przed I wojną światową na terenie Pomorza działała Zachodniopruska Izba Rolnicza z siedzibą w Gdańsku. Po podpisaniu Traktatu Wersalskiego (1919) Izba w Gdańsku została rozwiązana, a jej majątek, wraz z dokumentami, został przekazany prywatnemu Związkowi Zachodniopruskich Rolników w Gdańsku, co stało w sprzeczności z ustaleniami traktatowymi. W związku z tym powstająca Pomorska Izba Rolnicza nie uzyskała dostępu do zgromadzonego majątku oraz danych członków i była zmuszona do budowy struktur od podstaw.
W 1920 r. rozporządzeniem Ministra b. Dzielnicy Pruskiej została zorganizowana tymczasowa Pomorska Izba Rolnicza z siedzibą w Toruniu. W rozporządzeniu Ministra b. Dzielnicy Pruskiej z 1920 r. wprowadzono zmiany dotyczące pruskiej ustawy o izbach rolniczych z 1894 r., w oparciu o którą w pierwszym okresie czasu funkcjonowała izba. Określono, że izba rolnicza wykonuje w swoich okręgach nadzór nad hodowcami i związkami hodowców. W produkcji ziemiopłodów izba decyduje o kwalifikacji tych produktów, a czynności z tym związane może powierzyć związkom producentów rolnych.
Izbę rolniczą zobowiązano do samodzielnego organizowania niższego szkolnictwa rolniczego oraz wykonywanie kontroli nad komunalnymi szkołami rolniczymi.
Pierwszym komisarycznym prezydentem Pomorskiej Izby Rolniczej został Kazimierz Esden-Tempski.

## Powstanie Pomorskiej Izby Rolniczej
W 1922 r. rozporządzeniem Ministra b. Dzielnicy Pruskiej została utworzona Pomorska Izba Rolnicza, i na jej własność przeszedł majątek tymczasowej Izby. W rozporządzeniu stwierdzono, że Pomorską Izbę Rolnicza obowiązuje statut z 1894 roku, nadany izbie istniejącej wcześniej w dzielnicy zachodniopruskiej, z określonymi zmianami. Okres funkcjonowania członków Izby określono na 3 lata. Wszelkie obwieszczenia Izby miały być podpisane przez prezydenta Izby i ogłoszone w „Kłosach” oraz „Der Landbund”. W przypadku gdyby powyższe pisma przestały wychodzić, obwieszczenia powinny być ogłaszane w Dzienniku Urzędowym Województwa Pomorskiego.

## Organizacja Pomorskiej Izby Rolniczej
Pomorska Izba Rolnicza składała się z centrali, która zajmowała się sprawami administracyjno-gospodarczymi oraz następujących wydziałów:
- wydział rolny;
- wydział ekonomiczno-prawny;
- wydział oświaty rolniczej;
- wydział nasiennictwa;
- wydział ogrodniczy;
- wydział hodowli inwentarza;
- wydział weterynarii;
- wydział rybacki;
- wydział leśny.

Ogółem Izba zatrudniała 99 osób, w tym 25 w centrali i 74 pracowników fachowych i pomocniczych. Izba była organizatorem 11 niższych szkół rolniczych.

## Rozporządzenia Prezydenta RP z 1928 r. o izbach rolniczych
W rozporządzeniu Prezydenta RP z mocą ustawy, z 1928 r. o izbach rolniczych określono, że „W celu zorganizowania zawodu rolniczego będą tworzone izby rolnicze, działające na podstawie niniejszego rozporządzenia i osobnego dla każdej izby. Pojęcie rolnictwa w rozumieniu rozporządzenia obejmowało również leśnictwo, ogrodnictwo, hodowlę zwierząt i ryb oraz inne gałęzie wytwórczości bezpośrednio związane z gospodarstwem rolnym. Okrąg działalności izby rolniczej obejmował obszar jednego województwa”.

### Ustawowe zadania powierzono izbom rolniczych w świetle regulacji z 1928 r.
Do zadań izb rolniczych zgodnie z rozporządzeniem należało:
- przedstawicielstwo i obrona interesów rolnictwa;
- samodzielne przedsiębranie – w granicach prawa – środków w zakresie wszechstronnego popieranie rolnictwa;
- wykonywanie czynności powierzonych izbom rolniczym przez ustawy i rozporządzenia, oraz współdziałanie z władzami rządowymi i samorządowymi we wszystkich sprawach dotyczących rolnictwa.

### Samodzielne zadania izby rolniczych z 1928 r.
Do samodzielnych zadań izb rolniczych należało między innymi:
- zakładanie i utrzymywanie szkół rolniczych oraz szerzenie oświaty rolniczej pozaszkolnej;
- organizowanie doświadczalnictwa we wszystkich gałęziach produkcji rolnej;
- organizowanie wystaw i pokazów rolniczych;
- udzielanie porad i pomocy fachowej w sprawach rolnictwa;
- organizowanie rachunkowości gospodarstw rolnych;
- organizowanie melioracji rolnych;
- organizowanie hodowli, w szczególności kwalifikowanie gospodarskich zwierząt zarodowych i prowadzenie ksiąg tych zwierząt, wykonywanie kontroli gospodarstw hodowlanych oraz produktów hodowli;
- kwalifikowanie nasion i ziemiopłodów wprowadzanych do obrotu handlowego jako materiał uszlachetniony;
- organizowanie akcji ochrony roślin przed chorobami roślin i szkodnikami oraz akcji tępienia chwastów;
- współdziałanie w zaspakajaniu potrzeb rolnictwa w zakresie nawozów sztucznych, nasion, pasz, maszyn rolniczych, inwentarza żywego i innych środków produkcji;
- organizowanie lecznictwa zwierząt domowych;
- organizowanie gospodarstw leśnych w lasach niestanowiących własności Państwa oraz zalesienie nieużytków;
- organizowanie ochrony rolnictwa przed klęskami elementarnymi oraz pomocy dla gospodarstw przez klęski nawiedzione;
- badanie opłacalności poszczególnych gałęzi produkcji rolnej i określanie istotnych kosztów produkcji;
- współdziałanie w zaspakajanie potrzeb rolnictwa w zakresie kredytu;
- współdziałanie w sprawie organizacji zbytu produktów rolnych oraz przy ustalaniu cen tych produktów, w szczególności na giełdach i targach;
- zbieranie danych statystycznych dotyczących rolnictwa;
- opieka nad gospodarstwami, powstałymi z przebudowy ustroju rolnego;
- współdziałanie w organizowaniu ubezpieczeń w rolnictwie;
- opieka nad spółkami wodnymi, pastwiskowymi i leśnymi.

### Dochód izby rolniczej w świetle regulacji z 1928 r.
Dochód izby składał się:
- z opłat za świadczenia i usługi, pobierane od rolników przez izbę;
- z dochodów z własnego majątku izby;
- z opłat ustanowionych na rzecz izby na mocy obowiązujących ustaw;
- z zasiłków rządowych, samorządowych lub innych.

### Sytuacja Pomorskiej Izby Rolniczej w świetle rozporządzenia z 1928 r.
W rozporządzeniu Prezydenta RP z 1928 r. wskazano, ze istniejące na obszarze województwa pomorskiego (poznańskiego i śląskiego) izba rolnicza otrzyma nowy statut, nie później niż przed upływem jednego roku. Natomiast przed upływem 6 miesięcy Izba przedstawiła Ministrowi Rolnictwa nowy statut, który nadała Rada Ministrów.
Nadanie Pomorskiej Izbie Rolniczej nowego statutu przez Ministra Rolnictwa spowodowało przyjęcie nowej organizacji biura izby i jej poszczególnych wydziałów.

## Nowelizacja rozporządzenie Prezydenta RP z 1932 r. o izbach rolniczych
W znowelizowanym rozporządzeniu Prezydenta RP z 1932 r. o izbach rolniczych wskazano, że izby rolnicze przy wypełnianiu swych zadań w zakresie samodzielnego popierania rolnictwa opierają swoją działalność na dobrowolnych organizacjach rolniczych, przede wszystkim zaś na powiatowych organizacjach ogólnorolniczych. W związku z tym izby rolnicze współdziałają w zawodowym organizowaniu się społeczeństwa rolniczego, popierają społeczne organizacje rolnicze, a więc wszelkiego rodzaju związki, zrzeszenia i spółdzielnie, mające na celu rozwój rolnictwa.
Izby mogą organizacjom tym powierzyć prowadzenie poszczególnych prac z własnego zakresu działania i udzielać im zasiłków pieniężnych, łącznie z kontrolą ich użytkowania.

### Dochody izby rolniczej w świetle regulacji z 1932 r.
Dochody izby rolniczej składały się:
- z 3% udziału w ogólnej kwocie państwowego podatku gruntownego, pobranego w obrębie izby;
- z 50% kwot uzyskanych w okręgu izby na podstawie przepisów obowiązujących o finansach komunalnych, wynikających z obciążeń gruntów dodatkiem samorządowym do państwowego podatku gruntowego na rzecz samorządu wojewódzkiego;
- z opłat ustanowionych na rzecz izby na mocy obowiązujących ustaw;
- z opłat za świadczenia i usługi pobieranych od rolników przez izbę;
- z zasiłków rządowych, samorządowych lub innych.